# 2439 Улугбек
2439 Улугбек (2439 Ulugbek) — астероїд головного поясу, відкритий 21 серпня 1977 року.
Тіссеранів параметр щодо Юпітера — 3,193.
Названо на честь Улугбека (1394-1449) — узбецького астронома і математика, онука Тамерлана.